# 光 (Fayrayの曲)
「光」（ひかり）は、2006年12月1日にリリースされたFayrayの配信限定シングル。発売元はR and C。

## 着うた・着うたフル
- 2006年12月1日
TBS Melody
R and C
- 2006年12月8日
レコチョク
music.jp
dwango.jp
アーティスト公式サウンド
エキサイトミュージック

## ダウンロード
- 2006年12月6日
iTunes

## タイアップ
- TBS系ドラマ『笑える恋はしたくない』主題歌